# Gunnar Erdal-Aase
Gunnar Erdal-Aase (* 7. Januar 1918; † 19. September 1986) war ein norwegischer Zehnkämpfer.
Bei den Leichtathletik-Europameisterschaften 1946 in Oslo wurde er Siebter mit seiner persönlichen Bestleistung von 6295 Punkten.
Im selben Jahr wurde er Norwegischer Vizemeister im Zehnkampf. Außerdem wurde er 1936 und 1946 Norwegischer Meister im Fünfkampf.
Erdal-Aase startete für den Osloer Verein BUL.